# Acht
Acht là một đô thị thuộc thuộc huyện Mayen-Koblenz, phía tây nước Đức. Đô thị Acht có diện tích 3,79 km², dân số thời điểm ngày 31 tháng 12 năm 2006 là 89 người.